# Couratari stellata
Couratari stellata är en tvåhjärtbladig växtart som beskrevs av Albert Charles Smith. Couratari stellata ingår i släktet Couratari, och familjen Lecythidaceae. Inga underarter finns listade i Catalogue of Life.